# Cmentarz Komunalny w Pile
Cmentarz Komunalny w Pile – cmentarz komunalny miasta Piła położony w dzielnicy Staszyce przy ulicy Motylewskiej. 

## Historia
Po 1945 zmarli mieszkańcy Piły byli chowani na dwóch cmentarzach poniemieckich w centrum miasta, był to tzw. Stary Cmentarz przy alei Powstańców Wielkopolskich i Cmentarz Komunalny przy ulicy Salezjańskiej. Decyzją Miejskiej Rady Narodowej w 1963 rozpoczęto budowę nowego cmentarza grzebalnego w południowo-wschodniej części dzielnicy Staszyce po wschodniej stronie ulicy Motylewskiej. Po rozpoczęciu pochówków na nowym cmentarzu dwie starsze nekropolie zostały zamknięte. Obecnie Cmentarz Komunalny w Pile ma kształt litery L, zajmuje powierzchnię 24,0739 ha. Ostatni raz teren cmentarza został powiększony w 2008. Główna brama znajduje się od ulicy Motylewskiej, brama boczna w północnej części cmentarza od ulicy Przemysłowej. Wśród pochowanych znajdują się powstańcy wielkopolscy.